# Rye (Arkansas)
Rye – jednostka osadnicza w Stanach Zjednoczonych, w stanie Arkansas, w hrabstwie Cleveland.